# Pechowi szczęściarze
Pechowi szczęściarze – amerykańska komedia kryminalna z 1991 roku. Remake francuskiej komedii Pechowiec z 1981 roku.

## Główne role
- Martin Short - Eugene Proctor
- Danny Glover - Raymond Campanella
- Sheila Kelley - Valerie Highsmith
- Sam Wanamaker - Highsmith
- Scott Wilson - Frank Grimes
- Harry Shearer - Monosoff
- Jorge Russek - Inspektor Segura
- Rodrigo Puebla - Fernando
- John H. Brennan - Tyler

## Fabuła
Eugene Proctor jest księgowym w pewnej firmie. Choć bardzo się stara, jest pełen energii i zapału, to ciągle prześladuje go pech. Kiedy córka jego szefa, milionera Highsmitha, która także ma pecha znika bez śladu, jej ojciec wynajmuje detektywa Campanellę. Za namową psychologa córki, dołącza Proctora do pomocy śledczemu. Obaj mimo początkowej niechęci, z czasem zaprzyjaźniają się. Odkrywają, że Valerie została porwana przez mafię...